# Opéra metróállomás
Az Opéra egy metróállomás Franciaországban, Párizsban a párizsi metró 3-as, 7-es és 8-as metróvonalán. Tulajdonosa és üzemeltetője a RATP.

## Nevezetességek a közelben
Az állomás a közelben levő Opéra Garnier-ről kapta a nevét.

## Metróvonalak
Az állomást az alábbi metróvonalak érintik:
- 3-as metróvonal
- 7-es metróvonal
- 8-as metróvonal

## Kapcsolódó állomások
A metróállomáshoz az alábbi állomások vannak a legközelebb:
- Havre - Caumartin (Pont de Levallois - Bécon, 3-as metróvonal)
- Quatre-Septembre (Gallieni, 3-as metróvonal)
- Pyramides (Villejuif – Louis Aragon, Mairie d’Ivry, 7-es metróvonal)
- Chaussée d’Antin – La Fayette (La Courneuve – 8 Mai 1945, 7-es metróvonal)
- Madeleine (Balard, 8-as metróvonal)
- Richelieu – Drouot (Pointe du Lac, 8-as metróvonal)